# ترباسيات
الترباسيات (الاسم العلمي: Gomphales)، هي رتبة من الفطريات الدعامية. ضُمنت بعض أو كل الفصائل التي تنتمي إلى الترباسيات في بعض الأحيان في رتبة الفالوسيات (والعكس صحيح - يتم أيضًا معاملتهم أحيانًا كمرادفات)، كما تم تضمين الفندوديات (Ramariaceae) المُهملة الآن أيضًا في الكويزيات. تشمل التحليلات الحديثة للتطور الوراثي في الترباسيات الفصائل التي وصفت في الأصل في الرتبة بواسطة Walter Jülich، مع إضافة دبوسيات قضيبية (Clavariadelphaceae). وفقًا لأحد التقديرات لعام 2008، تحتوي الترباسيات على 18 جنسًا و 336 نوعًا

## روابط خارجية
- "Gomphales Jülich". Atlas of Living Australia. مؤرشف من الأصل في 2021-10-22.